# Miguel Franzini
Miguel Franzini (Ilha de Zante, República de Veneza, 1730 — Coimbra, 11 de janeiro de 1810), originalmente Michele Franzini, foi um matemático e professor da Universidade de Coimbra. Também foi professor dos príncipes D. José e D. João, este último, mais tarde, o rei D. João VI de Portugal. Foi sócio efetivo da Academia Real das Ciências de Lisboa.

## Biografia
Miguel Franzini nasceu e foi baptizado em Santa Marina (hoje Agia Marina), ilha de Zante (actualmente Zakynthos), nas ilhas Jónicas, ao tempo território da República de Veneza, filho de Stamatellos Franzini e de sua mulher Canaletta Pana.
Formado em Matemática pela Universidade de Pádua, veio para Portugal a convite do marquês de Pombal, ingressando como professor no Colégio dos Nobres. Em 1772, juntou-se ao professorado aquando a reforma da Universidade de Coimbra. Era Doutor em Matemática e foi incorporado na Universidade de Coimbra por portaria de 3 de outubro 1772, e na Faculdade de Medicina por portaria de 9 de outubro de 1772. Foi o primeiro lente da cadeira de Cálculo, que foi criada pela Reforma Pombalina. Por ofício e provisão de 12 de março de 1777, foi autorizado a assistir às congregações da Faculdade de Medicina, como se fosse seu professor. Foi mestre do príncipe D. José e do infante D. João, o futuro rei D. João VI.
Foi também lente da Aula de Fortificação em Lisboa, nomeado em 18 de janeiro de 1780. Michelle Franzini estabeleceu-se em Portugal à época do processo de importação do iluminismo italiano e colaborou em diversos periódicos portugueses, entre os quais O Panorama, a Revista Universal Lisbonense, o Jornal das Ciências Médicas de Lisboa e as Memórias da Academia Real das Ciências de Lisboa.
Foi lente de Foronomia da Faculdade de Matemática da Universidade de Coimbra, com exercício na Academia Real da Marinha. Por decreto de 9 de outubro de 1772 recebeu o grau de doutor e foi incorporado na Faculdade de Filosofia da mesma Universidade.
Em 1793 obteve permissão para visitar a Itália, regressando depois a Coimbra. Faleceu em 1810, de idade muito avançada.
Foi eleito sócio efetivo da Academia das Ciências de Lisboa em 16 de janeiro de 1780, passando a sócio veterano em 7 de julho de 1806. Na Cademia exerceu o cargo de membro da Comissão de Indústria Nacional, nomeado em 2 de outubro de 1780. Foi também sócio da Academia das Ciências de Turim (Accademia delle Scienze di Torino) e da Academia das Ciências de Pádua (Accademia galileiana di scienze, lettere ed arti).
Casou a 15 de janeiro de 1779, em Lisboa, paróquia de Mercês (registado no Sacramento), com Faustina Paula Costa. Foi pai do militar e político Marino Miguel Franzini (1779-1861), oficial de Engenharia e cientista, que deixou trabalhos de meteorologia e estatística. Foi agraciado com o grau de comendador da Catedral de Évora na Ordem de Cristo.